# Impôts et taxes affectés
Les impôts et taxes affectés (ITAF) constituent, dans le système français de protection sociale, l'une des sources de financement de la sécurité sociale, avec les cotisations sociales et la Contribution sociale généralisée (CSG). Les ITAF représentent en 2015 environ 88 milliards d'euros de recettes, soit environ 12 % de l'ensemble perçu par les différents organismes de sécurité sociale.
Les ITAF sont constituées notamment d'une partie de la TVA perçue sur les biens consommés sur le territoire, et de taxes dites « comportementales » (contribution sur les boissons sucrées, édulcorées ou dites énergisantes, droits d'accise sur le tabac et les alcools) dont l’instauration suit la logique économique du paiement par les consommateurs du risque de santé (et a fortiori des dépenses de santé publique) qu’ils encourent à consommer certaines catégories de produits.
Instituées dans une logique de diversification et de fiscalisation des ressources financières de la protection sociale, leur but est double : limiter le montant des cotisations acquittées par les entreprises pour financer la protection des chômeurs ou les retraites, et modifier les comportements des consommateurs dans un sens vu comme plus vertueux et économique pour la collectivité.

## Historique

### Émergence de l'idée en France
La protection sociale française d’aujourd’hui est le fruit de nombreuses évolutions. Avant de devenir publique, l’idée de solidarité née dans le milieu familial mais aussi dans celui des corporations. L’assistance est mise en œuvre par l’Église avec la création des Hôtel-Dieu. L’assistance est fondée sur la charité : ce sont les plus riches qui par leurs dons à l'Église permettent de venir en aide aux orphelins et aux plus démunis.
C’est avec la Révolution Française de 1789 que cette idée d’assistance et de solidarité devient publique. Au XIXe siècle, l’ère industrielle et les conditions de travail difficiles pour les ouvriers vont faire naître une solidarité professionnelle. La force de travail des ouvriers étant leur seule source de revenus, il était donc important de prévenir les risques sociaux tels que les accidents du travail, la maladie entre autres. Les corps de métiers vont s’organiser afin de prévoir les risques sociaux : c’est l’apparition des Sociétés de Secours Mutuels.

### L'importation du modèle allemand bismarckien
En Allemagne, le 17 novembre 1881, le chancelier Otto von Bismarck prononce un discours à propos de la réforme sur les assurances sociales au Reichstag. Lors de ce discours, il affirme que l’État a « non seulement une mission défensive visant à protéger les droits existants, mais également celle de promouvoir positivement, par des institutions appropriées et en utilisant les moyens de la collectivité dont il dispose, le bien-être de tous ses membres, et notamment des faibles et des nécessiteux ». De ce discours, sont adoptées trois lois : la loi de 1883 qui rend obligatoire l’assurance maladie, la loi de 1884 rendant obligatoire, à la charge des employeurs, une cotisation à des caisses de mutualisation pour les accidents du travail et la loi de 1889 instaurant un système d'assurance invalidité et vieillesse à 70 ans. Le système de protection sociale bismarckien est fondé sur le travail, sur les cotisations sociales des employeurs et des travailleurs. 
En France, une assistance est mise en place pour une partie de la population avec l’adoption, en 1893, d’une loi prévoyant l’assistance médicale gratuite aux plus démunis (« vieillards et infirmes privés de ressources ») mais aussi avec la création du service départemental d’aide sociale à l’enfance en 1904 ou encore l’assistance aux vieillards infirmes et incurables mise en place en 1905.
En 1898, le législateur consacre la responsabilité automatique de l’employeur en cas d’accident du travail. Cependant, l’indemnisation de l’ouvrier victime d’un accident du travail n’est pas totale ce qui va entraîner la création de caisse de cotisation au sein des entreprises. 
Les lois du 5 avril 1928 et du 30 avril 1930 instituent une assurance au profit des salariés titulaires d’un contrat de travail pour les risques maladie, invalidité, vieillesse, maternité et décès. Il s’agit d’une importante avancée de la protection sociale française. La loi du 11 mars 1932 instaure des allocations couvrant les charges de famille. On peut donc considérer que la France dispose d’une protection sociale avancée.
Parallèlement à la France, en Angleterre en 1942, un système de protection sociale est proposé par l’économiste William Beveridge. Il propose un système appelé les « trois U » pour : uniforme (même prestation pour toute la population), unitaire (gestion étatique de l’ensemble de la protection sociale) et universel (couverture de l’entière population). Ce système de protection sociale est financé par l’impôt et non par les cotisations sociales  basé sur le revenu du travail comme l’est le système bismarckien.

### L'utilisation des ITAF dans le système actuel de protection sociale et ses évolutions
C’est sous l’influence des deux systèmes de protection sociale étrangers (Bismarckien et Beveridgien) que la France va réformer son système de protection sociale. C’est par les ordonnances du 4 octobre 1945 que la sécurité sociale est adoptée.
Cette réforme de la protection sociale poursuit trois objectifs : la généralisation progressive de la sécurité sociale à l’ensemble de la population financée par une double cotisation (patronale et salariale), l’unité des institutions et l’universalité des risques avec l’instauration d’une régie unique et de caisses à compétence générale et le renforcement de la démocratie sociale s’illustrant par une gestion autonome par les partenaires sociaux des organismes de Sécurité sociale. Ces organismes étant toutefois sous la tutelle de l’État. Les professions agricoles conservent leur régime spécial, rejointes par d’autres professions (fonctionnaires, marins, cheminots…). Le système de sécurité sociale de 1945 couvre quatre risques : la maladie, la vieillesse, l’accident du travail et le risque famille.
Qu'en est-il du financement de ce système ? En 1945, la sécurité sociale est intégralement financée par des cotisations sociales assises sur les salaires. Le système français de protection sociale est donc, au regard de son financement, de tendance bismarckienne puisque basé sur les revenus du travail. Selon Jean-Marc Sauvé, vice-président du Conseil d’État, ce financement par les cotisations a créé « une solidarité professionnelle entre les salariés » comme ce fut le cas au XIXe siècle avec l’apparition des Sociétés de Secours Mutuels.
En 1980, le financement de la sécurité sociale est assuré à hauteur de 96,9 % par les cotisations sociales. Cependant, ce mode de financement possède des inconvénients, étant basé sur les revenus du travail, il pourrait diminuer de manière significative en cas de période de fort chômage ou dans le cadre de politiques de baisse voire d’exonération de cotisations sociales patronales. De ce constat est né le besoin de trouver d’autres modes de financement. 
Ainsi sont créés différents types d’impôts et taxes affectés (ITAF). Il s’agit de prélèvements obligatoires affectés au financement de la Sécurité sociale. En 1970 est créée la contribution sociale de solidarité sur les sociétés (C3S) due par les entreprises, « en 1984 et 1987 [sont créés] deux prélèvements de 1 % sur les revenus du patrimoine et les produits de placement soumis à prélèvement libératoire, qui ont concerné les revenus du patrimoine et les produits de placement perçus jusqu’en 1997 ».
Jean-Marc Sauvé, vice-président du Conseil d’État, constate qu’avec l’arrivée de ces ITAF la solidarité n’est plus professionnelle mais devient nationale. L’arrivée de ces ITAF fait du système français de protection sociale, un système hybride : bismarckien car financé pour majorité par des cotisations sociales mais aussi beveridgien car financé par l’impôt.
Ces ITAF poursuivent parfois un double objectif : le financement de la Sécurité sociale mais aussi la lutte contre le tabac ou l’alcool, taxes créées en 1983. Elles s’inscrivent alors dans des politiques de santé publique. On peut alors distinguer deux types de taxes : les taxes affectées de longue date à la Sécurité sociale en soutien à des mesures de santé publique mais aussi celles plus récentes affectées en compensation des allégements de cotisations patronales.
La loi de finances pour 1991 crée la Contribution Sociale Généralisée (CSG). Ce prélèvement obligatoire affecté au financement de la Sécurité sociale est assis sur différents revenus : les revenus du patrimoine, les revenus d’activité, les revenus de remplacement ainsi que les revenus de placement. Cinq ans plus tard l’ordonnance du 14 janvier 1996 crée la Contribution au Remboursement de la Dette Sociale (CRDS). Il s’agit d’un impôt ayant pour but de réduire l’endettement de la Sécurité sociale.
La place des ITAF dans le financement de la Sécurité sociale s’est accrue d’années en années de 2 % en 1987 à 30 % en 2006 en raison de la création de nouvelles ITAF ou de l’augmentation de leur part dans le financement de la Sécurité sociale. Ainsi pour exemple, le taux de la CSG a été régulièrement augmenté et son assiette élargie (loi du 22 juillet 1993, loi de financement de la sécurité sociale pour 1997, LFSS pour 1998…).
En 2014, les ITAF représentent 25,1 % du total des ressources de la protection sociale soit 183,1 milliards d’euros contre 62 % pour les cotisations sociales soit 451,9 milliards d’euros (96,9 % en 1980). Au sein même des ITAF, la CSG représente une part considérable puisqu’elle représente en 2013 plus de la moitié (51 %). Dans le cadre de cet exposé la CSG ne sera pas évoquée.

## Composition
Parmi les ITAF on retrouve les impôts sur le revenu et le patrimoine comme la contribution pour le remboursement de la dette sociale (CRDS), le prélèvement social sur les revenus du capital ou encore la contribution additionnelle de solidarité pour l’autonomie (CASA) qui s’élèvent à 18,5 milliards d’euros en 2013. Il y a aussi les impôts sur la production et les produits qui comprennent entre autres les taxes sur les boissons et les tabacs, mais également la contribution sociale de solidarité des sociétés (C3S).
De plus font aussi partie des ITAF, les impôts sur les salaires et la main-d’œuvre, tels que la taxe sur les salaires, la contribution solidarité autonomie (CSA) ou le forfait social.
Enfin, il y a des taxes de type taxe sur la valeur ajoutée (TVA).

## Augmentation de la fiscalisation de la protection sociale en France
La fiscalité affectée n’a atteint une dimension significative qu’à partir des années 2000. En effet, avant 2000 ils n'avaient une part significative que pour les régimes des non-salariés, ce qui s'explique en partie par le besoin de pallier l’insuffisance des cotisations. En revanche, le régime général n’avait jamais vu son financement par les ITAF dépasser la part de 2,5 % avant 2000.
La montée en puissance des ITAF s’explique d'abord par la nécessité de financer le coût croissant des allègements de cotisations sociales (cotisations patronales sur les bas salaires). On a alors mis en place le fonds de financement de la réforme des cotisations patronales de sécurité sociale aussi appelé fonds de financement de la réforme des exonérations de cotisations sociales (FOREC). Ce fonds était financé exclusivement par des recettes fiscales affectées et était chargé d’assurer le financement de la compensation des exonérations de cotisations sociales sur les bas salaires. Cela a conduit à un doublement de la part des ITAF dans le financement de la sécurité sociale.
Mais cette augmentation s'explique aussi par la nécessité d’acquérir de nouvelles ressources pour réduire différents déficits de la sécurité sociale. 
L'on assiste donc à une forte progression des ressources fiscales. En revanche, leur rythme de progression semble diminuer chaque année. On se dirige donc vers une fiscalisation du financement de la protection sociale car la part des ITAF dans son financement a augmenté. En effet, en 1990 les ITAF ne représentaient que 0,9 % du PIB, tandis qu'en 2013 les ITAF représentent 8,4 % du PIB. L'augmentation des exonérations de cotisations sociales constitue notamment un facteur de cette évolution.
Par ailleurs, on remarque cette évolution dans d'autres pays. En effet, dans la majorité des pays de l'Organisation de coopération et de développement économique (OCDE) on observe des similitudes dans l'évolution des différents systèmes de protection sociale.
Dans tous ces pays on remarque une forte croissance des dépenses de santé qui est plus rapide que celle du PIB, mais on remarque aussi une augmentation de la part des financements publics et justement un recours croissant à la fiscalité comme source de financement.
De cette évolution dans le financement des systèmes de protection sociale découle une nouvelle logique. Avec le financement par les cotisations sociales on est sur un financement qui est extrêmement lié à l'activité professionnelle. En revanche, avec le financement par l’impôt on se détache petit à petit de cela et on va vers une universalisation du financement. Le modèle bismarckien vu précédemment pourrait donc de moins en moins représenter notre système de protection sociale. 
Néanmoins, certains pays continuent de financer leur régime de protection sociale en se basant presque exclusivement sur des cotisations sociales. Il s'agit alors d'un financement basé uniquement sur les revenus du travail.
D'autres pays encore prévoient un certain type de financement pour certains régimes de protection sociale et vont donc par exemple recourir exclusivement à l'impôt pour le financement de prestations spécifiques. 
Ainsi, les recettes fiscales constituent le moyen le plus utilisé en Europe pour financer les régimes de protection sociale. Par ailleurs, bien que certains pays tentent un financement avec pour seule ressource les cotisations sociales, il y a tout de même une implication de l’État. Avec cette volonté de faire peser les ressources sur les impôts, on est plus sur le modèle bévéridgien dont découle l'idée d'universalité.
En outre, les recettes fiscales sont moins fluctuantes que les cotisations. Par conséquent, par rapport à l’activité économique et la conjoncture économique, il est plus sûr de choisir des recettes fiscales. On obtient une plus grande stabilité des ressources en période de crise.
On assiste donc bien à une fiscalisation du financement de la protection sociale avec des ITAF qui constituaient seulement 0,4 % des ressources de la protection sociale en 1968 (date de création) et qui représentent 25 % des ressources aujourd’hui.
En ce qui concerne la répartition, plus de la moitié des ITAF sont affectés au régime général de la protection sociale et une autre partie assez importante est affectée à des fonds spéciaux (CADES, CNSA ..). Une part encore moins importante est accordée au régime des non salariés, puis encore en dessous on va avoir un financement de l'administration publique centrale, puis des administrations publiques locales et enfin des régimes spéciaux de salarié.
Ce qui ressort c'est une volonté de ne pas faire peser les revenus de la protection sociale sur les revenus et de distinguer ce qui relève de la solidarité nationale et ce qui relève de l’assurance.

## Facteurs de la fiscalisation en France
Dans un premier temps, face à l’augmentation croissante des dépenses de protection sociale qui avoisinent désormais les 35 %, des besoins de financement apparaissent. La France représente ainsi le pays le plus dépensier de l’Union européenne. Cette augmentation s’explique tout d’abord, par une demande croissante de soins. Par exemple, les dépenses de santé en France ont atteint les 11 % en 2010 alors qu’elles n’étaient que de 4 % en 1960. À l’avenir, la demande de soins restera élevée puisque des habitudes de soins ont pris place dans notre société et risque de se perpétuer dans les générations futures. D’autres causes participent à cette augmentation des dépenses comme l’augmentation de la population, l’allongement de l’espérance de vie ou encore la population de mieux en mieux couverte par une assurance maladie obligatoire... Ainsi, les financements ne suivent pas les dépenses, ce qui a pour conséquence de creuser davantage le déficit de la protection sociale. À cela s’ajoute, la résorption des déficits qui constitue un enjeu majeur de notre société. La mise en place d’une fiscalisation est donc le moyen d’obtenir de nouvelles ressources sans avoir à augmenter la CRDS ou les cotisations. 
Dans un second temps, le passage à des instruments fiscaux est apparue comme le moyen de financer le coût croissant des allégements de cotisations sociales qui pesait sur le budget de l’État depuis 1983. L’allégement de charges consiste à réduire les cotisations sociales employeurs sur les bas salaires afin d’en abaisser le coût pour les entreprises. En effet, il résulte des politiques économiques mises en place depuis 1983, que le coût du travail était beaucoup trop élevé, ce qui a pour conséquence de freiner la compétitivité des entreprises.
En ce sens, le gouvernement a fait le choix de diminuer les cotisations sociales patronales. Ces politiques d’allégements ont fait l’objet de contestations multiples et certains se questionnaient sur le financement de la sécurité sociale. En réponse à ces contestations, la loi du 25 juillet 1994, dite « loi Veil », a institué le principe de compensation du coût de ces exonérations. C’est l’idée selon laquelle chaque mesure d’allégement de charge devrait être compensée par l’État par une recette d’un montant équivalent à celui de l’exonération afin d’être neutre pour le budget de la sécurité sociale. Cette mesure n’a pas été suffisante puisque de nombreuses dérogations à ce principe se sont développées, notamment par la loi organique du 2 août 2005 relative aux lois de financement de la Sécurité sociale.
Cependant, depuis de nombreuses années, on assiste à une diminution naturelle de la part des cotisations sociales dans le financement de la protection sociale. Elles diminuent pour plusieurs raisons notamment en raison de l’insuffisance de la croissance de la masse salariale. En effet, pour rappel, les cotisations sociales sont assises sur les revenus d’activités. C’est pourquoi, dans une période où le taux de chômage est important, comme aujourd’hui par exemple où il représente 9,6 %, soit 2,7 millions de chômeurs. Il est important d’avoir des ressources complémentaires pour remédier à ces écueils dans le financement de la protection sociale. Les cotisations représentant la part la plus importante du financement de la protection sociale. 
Ainsi, pour compenser les conséquences des politiques et l’augmentation des dépenses de santé, l’État a opté pour le développement croissant de la fiscalisation du financement de la protection sociale depuis 1991. Les ressources fiscales sont longtemps restées marginales et elles ont augmenté fortement dans les années 2000. À l’image de la TVA sociale qui est apparue en 1950 mais qui s’est multipliée jusqu’à aujourd’hui afin de compenser l’allégement du coût du travail.
En effet, la mise en place de la TVA a trois effets. Premièrement, « stimuler l’emploi par la baisse du coût du travail consécutive au transfert de cotisations sociales. Deuxièmement, « redresser le solde commercial, grâce à l’amélioration de la compétitivité-prix de nos exportations et un enrichissement relatif des biens importés par rapport aux biens domestiques ». En effet, l’augmentation de la TVA a un impact sur tous les biens tandis que la baisse des cotisations sociales affecte uniquement les prix domestiques. Dernièrement, « améliorer l’efficacité de l’économie française en s’appuyant sur une assiette plus large ». 
Ainsi, ces facteurs ont eu pour effet de développer les instruments fiscaux. Les ITAF sont donc une réponse aux besoins de financement. À l’heure actuelle, il existe une cinquantaine d’ITAF qui contribuent à hauteur de 25 % au financement de la protection sociale. Elles contribuent au financement de la branche maladie (14,7 %), la famille (15 %) et la retraite (12 %).
On distingue principalement quatre types de recettes fiscales. Les contributions dues par les entreprises notamment la C3S qui finance le régime de protection sociale des travailleurs indépendants, à laquelle s’ajoute une contribution additionnelle. Les contributions dues par l’industrie pharmaceutique. Il s’agit notamment de la contribution vente en gros, la contribution sur les dépenses de promotion des médicaments, sur les dépenses de promotion et dispositifs médicaux, sur les premières ventes de dispositifs médicaux, sur le chiffre d’affaires, la contribution au titre de médicaments destinés au traitement de l’hépatite C et enfin la contribution taux L.
Ensuite, il existe la fiscalité indirecte liée à des objectifs de santé publique. Cela concerne les droits sur le tabac, droits sur l’alcool depuis 1993, une partie de la TVA depuis 2006. Enfin, il existe d’autres taxes notamment sur les produits d’assurance comme, la taxe prévoyance, la taxe sur les primes d’assurance automobile.
La taxe sur les salaires, les droits de consommation sur les tabacs et la TVA sur certains produits (alcools, produits pharmaceutiques) représentent à eux seuls 61 % de ces recettes fiscales affectées. 
En conclusion, les objectifs des gouvernements successifs depuis une vingtaine d’années, à travers la fiscalisation sont multiples. Il s’agit d’assurer dans la durée le financement de la sécurité sociale, de faire en sorte que le financement de la sécurité sociale ne soit pas défavorable à l’emploi ainsi qu’une volonté d’associer tous les acteurs (état, ménages, entreprises) et tous les revenus (activité, de remplacement, de placement, de patrimoine, des jeux) au financement de la sécurité sociale. Enfin, il y a une volonté de responsabiliser les acteurs en assujettissant les comportements à risque.

## Conséquences économiques
La première conséquence est le manque de clarté du dispositif. En effet, la multiplicité des ITAF et parfois l’absence de lien entre ceux-ci et le risque pris en charge contribuent à une mauvaise compréhension du système de financement. Cela résulte en partie de l’éclatement dans la redistribution des recettes provenant des ITAF. Par exemple les droits de consommation sur les tabacs qui participent au financement, en 2009, de la caisse centrale de la mutualité sociale agricole (CCMSA), de la caisse nationale d'assurance maladie des travailleurs salariés (CNAMTS), des allègements généraux, mais aussi du fonds national d'aide au logement (FNAL) et du fonds de cessation anticipée d'activité des travailleurs de l'amiante (FCAATA).
Ce manque de clarté est accentué par le fait que les ITAF viennent combler le déficit entretenu par les allégements de cotisations. Étant donné qu’une cinquantaine de taxes et impôts ont été créées, cela rend d’autant plus complexe la lisibilité du système.
À côté de cela, il apparaît également que cette fiscalisation accroît la faible stabilité du financement. Les ressources fiscales sont ainsi fortement fluctuantes lorsque se succèdent périodes d’allégements de cotisations, avec affectations de recettes fiscales en contrepartie. Cette faible lisibilité entraîne d’autre part, un pilotage financier très chaotique. En effet, différents services interviennent dans le recouvrement de ces taxes et impôts et leurs assiettes varient indépendamment des prestations à financer.  

## Comparaisons internationales
La part des cotisations sociales reste la composante majoritaire du financement dans la plupart des pays européens. On retrouve cependant le clivage entre systèmes bismarckiens et systèmes beveridgiens avec pour le premier groupe, un taux de cotisations sociales dépassant les 60 % et pour les autres un taux oscillant entre 20 et 40 %. De nombreux pays européens ont amorcé le virage consistant à augmenter les contributions publiques entre 1996 et 2011.
En ce qui concerne plus particulièrement les ITAF, la France apparaît comme le pays faisant l’utilisation la plus importante de cette ressource. En revanche, en Allemagne et au Royaume-Uni, la part des cotisations sociales dans les ressources de la protection sociale augmente depuis 2008. En Allemagne cela s’explique notamment par la hausse des cotisations à la charge des personnes protégées. Au Royaume-Uni, la légère hausse observée depuis 2008 s’explique par une part croissante des cotisations à la charge des employeurs.
On observe dans l’ensemble des pays une tendance à la diversification des recettes, conduisant à une réduction des disparités des structures de financement. Elle se traduit par la baisse du poids des cotisations liée à une diminution des cotisations employeurs et par une hausse de la part des contributions publiques. Aujourd’hui, les systèmes du financement doivent s’adapter à l’évolution de l’économie, mais aussi prendre en compte les conséquences des exonérations de cotisations qui ont amélioré l’emploi des moins qualifiés.

## Mutations envisageables
Pour le Haut conseil du financement de la protection sociale qui dresse un état des lieux actualisé de la protection sociale, certaines évolutions dans le financement de la protection sociale peuvent être envisagées comme : accompagner l’évolution des prélèvements effectués par les entreprises, mettre en place des ajustements des taux de cotisations mais avec une ampleur limitée, conserver les dispositifs d’allégement de cotisation et exemptions d’assiette mais avec un champ d’exonération compensées élargi et enfin instaurer de nouveaux leviers pour compenser les pertes de recettes.
La Cour des comptes dans un rapport de 2012, après avoir dressé le constat d’une augmentation des ITAF dans le financement de la sécurité sociale ainsi que d’une mauvaise lisibilité de ce mécanisme, a proposé également des modifications de leur structuration. Pour elle, il faudrait ainsi réduire le nombre d’impôts afin d’améliorer la clarté de cette fiscalité. Elle propose, pour cela, de créer un impôt prépondérant centré autour de la TVA et de diversifier l’assiette de recouvrement grâce aux taxes environnementales qui s’inscriraient dans le but premier de la création de la fiscalisation, à savoir combler l’écart du fait de l’allégement des cotisations sociales et donc favoriser l’emploi.